# Eberbacher Hof (Geisenheim)

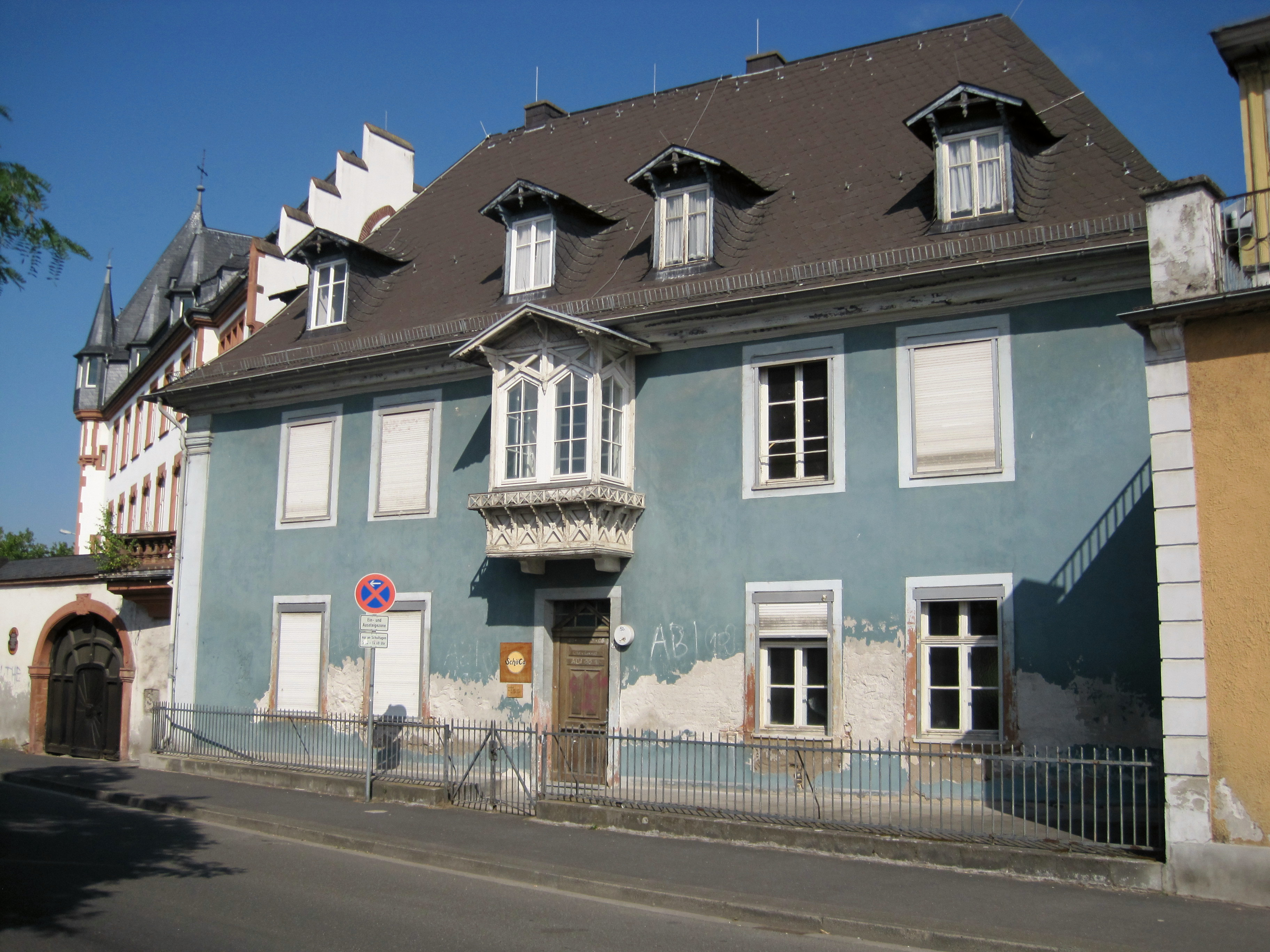
Der Eberbacher Hof in Geisenheim

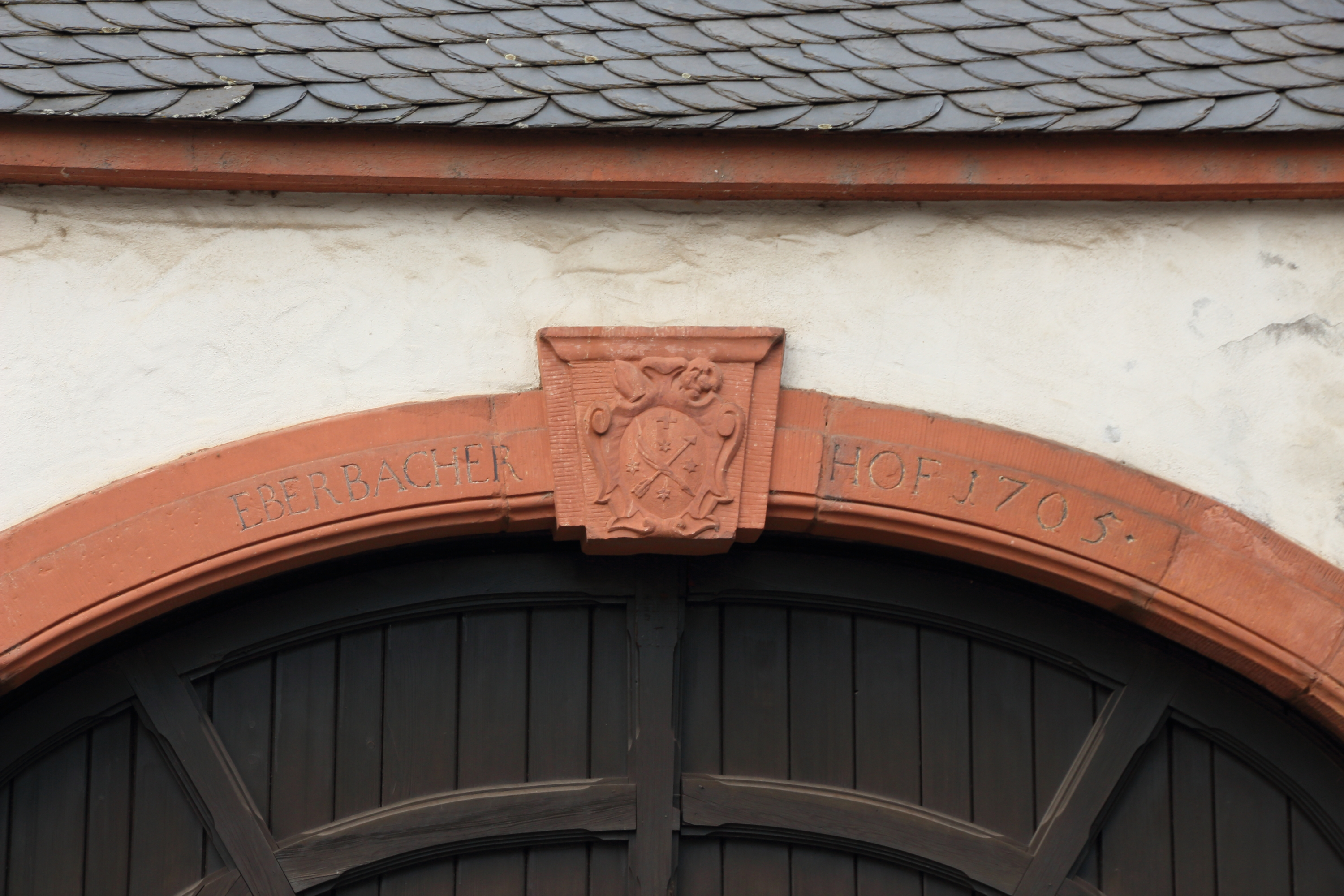
Tor mit dem Wappenstein des Eberbacher Abtes Michael Schnock

Der Eberbacher Hof in Geisenheim im Rheingau ist ein ehemaliger Wirtschaftshof des Zisterzienserklosters Eberbach und seit 1969 Teil der St. Ursula-Schule.

## Geschichte
Der Ritter Siegfried von Hattenheim besaß in Geisenheim den Kappel- oder Kapellenhof, einen alten Adelshof. Der Name rührte von einer Nikolauskapelle her, die sich möglicherweise auf dem Hofgelände befand. Vermutlich gehörte auch das südöstlich des Hofes gelegene Weinbergsgelände Kapellengarten zum Grundbesitz. 1292 stifteten die Erben des Ritters dem Kloster Eberbach den Hof mit Weinbergen und Zehntrecht, der von nun an Eberbacher Hof hieß. Unter dem Eberbacher Abt Michael Schnock (Abt von 1702 bis 1727) wurde das heutige Haus 1705–1708 errichtet und 1757 grundlegend umgebaut.
Im Zuge der Säkularisation gelang der Hof 1803 in Besitz des Herzogs Friedrich August von Nassau. Die Nassauische Domänenverwaltung verkaufte den Hof, der von nun an Teil des angrenzenden Palais Ostein wurde, an Karl Maximilian von Ostein.
Zwischen 1812 und 1820 erwarben die Eltern des Architekten Philipp Hoffmann das Haus, 1876 wurde es Postamt. Seit 1969 ist der Eberbacher Hof Teil der St. Ursula-Schule.

## Beschreibung
Der Eberbacher Hof ist ein zweigeschossiger Putzbau mit fünf Achsen mit hohem Walmdach und Eckpilastern. Der verglaste Holzerker zur Straßenseite sowie ein Balkon und die Dachgauben stammen aus dem 19. Jahrhundert. Die westlich anschließende Toreinfahrt trägt das Amtswappen des Abtes Michael Schnock und ist mit 1705 bezeichnet.